# 比西·阿金-阿拉比
比西·阿金-阿拉比（Bisi Akin-Alabi），尼日利亚奥约州伊格博-奥拉人，尼日利亚教育家、社会家。她曾担任尼日利亚参议员、奥约州前州长阿比奥拉·阿吉莫比的教育、科学和技术问题特别顾问。

## 生平
比西出生在奥约州伊格博-奥拉，父亲是一名尼日利亚护理人员，母亲是贝宁沃港人。她在联邦文理学院上学，拥有拉各斯大学的理学士学位和伦敦南岸大学的工商管理硕士学位。她还拥有萨里大学、罗汉普顿学院的教育学研究生证书，以及金斯顿大学的儿童发展和人文科学博士学位。她是国际特许管理顾问、尼日利亚特许商业协会（FCICN）研究员、英国温莎研究会和英国战略学会研究员。
比西在英国学校担任过二十多年的科学和数学教师，她是SchoolRun学院的创始人和SchoolRun杂志的出版人。她曾担任尼日利亚参议员、奥约州前州长阿比奥拉·阿吉莫比的教育、科学和技术问题特别顾问。2001年3月，在伦敦唐宁街10号，英国首相托尼·布莱尔和妻子切丽·布莱尔授予她荣誉称号，以表彰她对英国教育和儿童保育的贡献。
2017年，她成功构建了奥约州示范教育系统干预措施（。该计划助力伊巴丹被选入联合国教育、科学及文化组织评定的“学习城市”（UNESCO learning city）。